# Jam.py (web framework)
El objetivo principal jam.py es desarrollar aplicaciones web comerciales basadas en bases de datos de manera ágil y fácil, basado en el principio de DRY, con énfasis en CRUD.
Jam.py es un marco de desarrollo (framework) ágil de aplicaciones WSGI "full stack" WSGI desarrollado en Python. El componente del servidor se ejecuta en cualquier computadora con Python 2.6 o posterior.
Ofrece un servidor web integrado, GUI Builder y conexión a la base de datos para terceros.

## Características
- Distribución única que se ejecuta con Python 2.5+ y 3.x
- Puede ejecutarse como servidor de desarrollo web independiente o usarse con cualquier servidor web que admita WSGI.
- Constructor de GUI incorporado llamado Application Builder
- Soporte para datos de cliente JSON(para clientes REST y JavaScript)
- Soporte y compatibilidad para bases de datos populares como Oracle Database, Microsoft_SQL_Server, PostgreSQL, SQLite, MySQL, Firebird_(database_server)[3]

## PythonAnywhere
PythonAnywhere PythonAnywhere soporta la implementación con Python 3.7

## Premios
- 2015. 10 Best Frameworks for Web Design[5]
- 2016. 35 Best HTML5 and CSS3 Responsive Frameworks[6]
- 2018. Best Python Frameworks[7]